# Tomka dhe shokët e tij
Tomka dhe shokët e tij (deutsch Tomka und seine Freunde) ist ein schwarzweißer albanischer Spielfilm von Xhanfise Keko aus dem Jahr 1977. Die Handlung glorifiziert den Widerstand der kommunistischen Partisanen gegen die Faschisten und Nazis im Zweiten Weltkrieg. Er wurde vom Kinostudio „Shqipëria e Re“ produziert und gehört zu den beliebtesten Filmklassikern des Landes.

## Handlung
Der Junge Tomka und seine Freunde Vaska, Gëzim und Çelo erkunden zusammen mit ihrem Hund Luli die Burg in ihrer Heimatstadt Berat, nachdem die italienischen Truppen abgezogen waren. Sie sammeln zurückgebliebene Waffen und Munition ein. Währenddessen fährt unten in der Stadt die Wehrmacht mit Panzern ein. Auf ihrem überstürzten Heimweg werden sie von einem zurückgebliebenen italienischen Soldaten aufgehalten, der die Kinder bittet, ihn vor den Deutschen zu verstecken. Nachdem er ihnen einen Feldstecher anvertraut hat, nehmen sie ihn mit. Während die Deutschen über die Gorica-Brücke fahren, waten die fünf flussaufwärts durch den Osum zu ihren Zuhause im Stadtteil Gorica. Die deutschen Truppen besetzen die Stadt.
Am nächsten Morgen wollen die Kinder auf einem Feld am Stadtrand Fußball spielen. Dort errichtet die Wehrmacht aber gerade ein Lager. Die Kinder sind enttäuscht und beklagen sich über die diebischen Faschisten, schwören Rache. In der Not spielen sie auf der holprigen Straße vor der Schranke zum Feldlager, werden aber immer wieder von den durchfahrenden Fahrzeugen und einigen Soldaten gestört. Ein Offizier hetzt sogar den bösen Hund Gof auf die Kinder. Auf dem Heimweg kreuzen die Kinder zwei Ballisten, die sie lauthals verhöhnen. Die älteren Herren wollen den Kindern nachjagen, werden aber von den Jungs mit Steinen beworfen und kriegen den Hund Luli zu spüren.
In der Stadt sehen die Jungs, wie die Deutschen einen Italiener festnehmen. Zurück im Haus von Tomkas Familie bringen sie dem versteckten Deserteur im Keller ein paar Zigaretten. Der Ausländer lobt sie für ihr patriotisches Tun. In der Nacht wacht Tomka auf, als sein Bruder Luan, ein Partisan, im Schutz der Dunkelheit nach Hause kommt. Der Knabe beobachtet heimlich die Gespräche der Erwachsenen. Der Italiener darf sich den Partisanen anschließen.
Am nächsten Tag holt Tomka beim Barbier Wäsche ab. Dabei belauscht er Gespräche der Erwachsenen, die dem Widerstand angehören: Die Partisanen hätten bei einem Überfall in einer Schlucht der Wehrmacht eine empfindliche Niederlage zugefügt. Die Kinder begeben sich zum Marktplatz von Berat, wo Profiteure Waren verkaufen, die sie vermeintlich verhafteten Familien und anderen Kriegsverfolgten abgenommen haben. Die Stimmung ist gereizt. Nachdem Tomka die Pferde der Händler aufscheucht und diese samt Wagen durchgehen, lachen alle über die im Dreck gelandeten Kapitalisten.
Die Tage vergehen, indem die Kinder beim Feldlager Fußball spielen, im Fluss baden oder Sterne für Partisanenuniformen basteln. Während die Jungs an einem der folgenden Tage Gefechte zwischen den Partisanen und den Deutschen in den Hügeln um Berat beobachten, träumen sie laut davon, sich den Partisanen anschließen zu können. Aber sie sind noch zu jung. In einer Nacht durchsuchen die fremden Soldaten alle Häuser im Stadtteil Gorica: eine Racheaktion für den Überfall in der Schlucht. Die Väter der vier Freunde, die alle die kommunistischen Partisanen unterstützen, können in letzter Sekunde vor den Deutschen fliehen. Andere haben weniger Glück. Die Besatzer brennen auch einige Häuser nieder.
Einer von Tomkas Freunde trifft im Haus von Tomkas Familie auf einen fremden Mann. Es handelt sich um den Partisanenanführer Tomorri (wie der Berg Tomorr im Umland von Berat). Tomka überbringt für Tomorri Botschaften, und schon bald erkennen die Widerstandskämpfer in Berat, dass sie die Jungs noch für andere Aufgaben verwenden können: Sie planen, das deutsche Feldlager zu überfallen, und setzen auf die Kinder, um unauffällig ihren Plan ausführen zu können. Bei einem Bad im Fluss bittet ein junger Partisane Tomka, unauffällig das Lager zu erkunden. Sie wollen vor allem wissen, wie weit ein unterirdischer Abwasserkanal ins Lager hineinführt. Tomka und seine Freunde besteigen einen Baum, um Panzer, Lastwagen, Geschütze und Zelte im Feldlager zu zählen. Das Ende des Abwasserkanals können sie aber nicht ausfindig machen. Beim Spiel rennt Gëzim deswegen dem Ball nach ins Lager hinein. Er kann dabei den Gullydeckel erspähen, muss dafür aber eine Tracht Prügel von den deutschen Soldaten einstecken. Zurück im eigenen Stadtviertel verarzten die Kinder ihren verletzten Freund. Vaskas kleine Schwester Tefta hilft – das kleine Mädchen, lange ausgeschlossen, wird allmählich von den älteren Jungs akzeptiert. Sie hatte ihnen ja auch klargemacht, dass Frauen ebenfalls mit den Partisanen kämpfen würden.
Die Widerstandsgruppierung von Berat ist bereit, das Munitionsdepot im Zentrum des deutschen Feldlagers in die Luft zu sprengen. Hierfür brauchen sie aber erneut die Unterstützung der Kinder. Sie übergeben Tomka ein mit Gift versehenes Stück Fleisch, mit dem der Wachhund der Deutschen beseitigt werden soll. Tomka und seine Freunde teilen sich auf: Vaska und Gëzim stehen Schmiere, während Vaska und der kleine Çelo dem Hund gegenübertreten. Nach kurzem Zögern isst dieser das Fleisch und stirbt gleich darauf wegen des Gifts. Die vier Kinder treffen sich wieder in ihrem Viertel, froh über die gelungene Aktion.
In der Nacht waten Tomorri, der auf Sprengstoff spezialisierte italienische Soldat und ein weiterer Partisan durch den Fluss zum Abwasserkanal, durch den sie ins deutsche Feldlager gelangen. Es gelingt ihnen, den Sprengstoff neben dem Munitionsdepot zu platzieren und eine Zündschnur anzuzünden. Sie haben es gerade wieder auf die andere Flussseite geschafft, als eine heftige Explosion die ganze Stadt erschüttert. Tomka und seine Familie schauen, wie fast die ganze Stadt, aus dem Fenster und erfreuen sich an der erfolgreichen Tat der Partisanen.

## Produktion und Würdigung
Der Film wurde mehrheitlich in Berat gedreht. Im Vorspann wird nebst der Bevölkerung von Berat den Streitkräften der Volksrepublik Albanien für ihre Unterstützung und Mitwirkung gedankt.

“Perhaps because the children’s genre did not call attention to itself the way that adult feature films might, Keko was able to fill Tomka with many stylistic devices that would have been discouraged for higher-profile Albanian filmmakers. Tomka’s opening tracking shot of the young barefoot protagonists who live under the Nazi occupation, signals a vitality missing from nearly all Albanian cinema of the era.”

„Vielleicht weil der Kinderfilm nicht so viel Aufmerksamkeit generierte, konnte Keko Tomka mit vielen Stilelementen füllen, von denen man der Elite der albanischen Filmemachern abgeraten hätte. Die Anfangsszenen von Tomka mit den jungen barfüßigen Protagonisten, die unter der Nazi-Besatzung leben, zeigt eine Vitalität, die fast allen albanischen Filmen dieser Zeit fehlt.“

Xhanfise Keko, die einzige weibliche Regisseurin des Landes und oft auch „Tante Keko“ genannt, produzierte zahlreiche Jugendfilme, die sich in Albanien großer Beliebtheit erfreuten. Ihre vermeintlichen Jugendfilme waren weniger der scharfen Zensur ausgesetzt, sie konnte mit ästhetischen Stilmitteln arbeiten, die anderen nicht erlaubt waren. Nach „Tomka“ produzierte Keko zwei weitere Filme mit spionierenden Kindern: Pas gjurmëve (1978) und Partizani i vogël Velo (1980).

„[…] die Stärken des Films liegen in der Art, wie Keko die Kinder zu einer völlig natürlichen Verkörperung ihrer Figuren brachte.“

Der Film wurde ca. 2012 in den USA restauriert.
Die von Aleksandër Lalo komponierte Musik wurde vom Symphonieorchester von Radio Televizioni Shqiptar unter Leitung von Ferdinand Deda gespielt. In zwei Szenen singen die Knaben ein Lied. Die Dialoge der Wehrmachtssoldaten sind alle in Deutsch, der italienische Soldat spricht mehrheitlich Italienisch.

## Besetzung
- Enea Zhegu als Tomka
- Herion Mustafaraj als Vaska
- Genci Mosho als Gëzim
- Artan Puto als Çelo
- Sotiraq Çili als Tomorri
- Pavlina Oça als Tomkas Mutter
- Zehrudin Dokle als Vaskas Vater
- Selma Sotillari als Tefta
- Fluranc Ilia als Guri
- Xhelal Tafaj als Antonio (italienischer Soldat)